# 李华新
李华新（1957年4月—），男，中华人民共和国外交官。

## 生平
李华新毕业于北京外国语学院。1983年，进入中华人民共和国外交部工作，先后在外交部西亚北非司、驻伊拉克大使馆、驻约旦大使馆任职。2000年，任驻沙特阿拉伯大使馆参赞。2003年，任外交部西亚北非司副司长。2005年，出任中华人民共和国驻伊拉克大使。2007年，出任中华人民共和国驻叙利亚大使。2011年，任外交部西亚北非司大使、外交部高级外交官创新实践委员会副主任。2013年5月，出任中华人民共和国驻悉尼总领事（大使衔）。2016年5月，出任中华人民共和国驻沙特阿拉伯大使。2019年3月，自驻沙特阿拉伯大使离任。

## 家庭
已婚，有一子。